# ادمیر (بازیکن فوتبال، زاده ۱۹۸۵)
ادمیر (انگلیسی: Ademir؛ زادهٔ ۲۰ سپتامبر ۱۹۸۵) بازیکن فوتبال اهل برزیل است.
از باشگاه‌هایی که در آن بازی کرده‌است می‌توان به باشگاه فوتبال لاسی و باشگاه فوتبال اسکندربو کورچه اشاره کرد.